# Nyumamro Souheili
Nyumamro Souheili est une commune de l'union des Comores située sur l'ile de la Grande Comore, dans la préfecture de Mitsamiouli-Mboudé.